# M4雪曼戰車
M4谢尔曼坦克（M4 Sherman、Medium Tank、M4）是第二次世界大战時美國开发、制造的坦克。简称雪曼，又译谢尔曼或薛曼，这个名字是英軍起的，來源是美國南北戰爭北軍的将军威廉·特库姆賽·薛曼。
最初美国试图以零件的标准化，令構成车身的零件有高度的兼容性，从而可将各种規格化的零件交由繁杂的中小企业生产，生產工廠只从事自己擅長的生产方式，可提高生产效率使大量生产成为可能。但随着战场实战，M4的初始设计显得力不从心，各企业按战场反馈的需求制造了各种非标准的改型，如M4/75炮塔座圈直径1525mm，M4/76炮塔座圈1750mm，雖然在总型號上统称為M4，但車身、引擎、砲塔、砲、悬掛、履帶等几乎是每种型號就是一种新規格，可說是一部多類形式的坦克，结果战场上很难从损毁的坦克上拆取到合用的配件，大批易损部件需由坦克车手注明具体的型号或在部件上找到其它更详细的编号向后方预定并等待运输，并时有因复杂的型号出错运到后发现不能安装使用，给后勤维修带来很大困扰。

## 服役過程

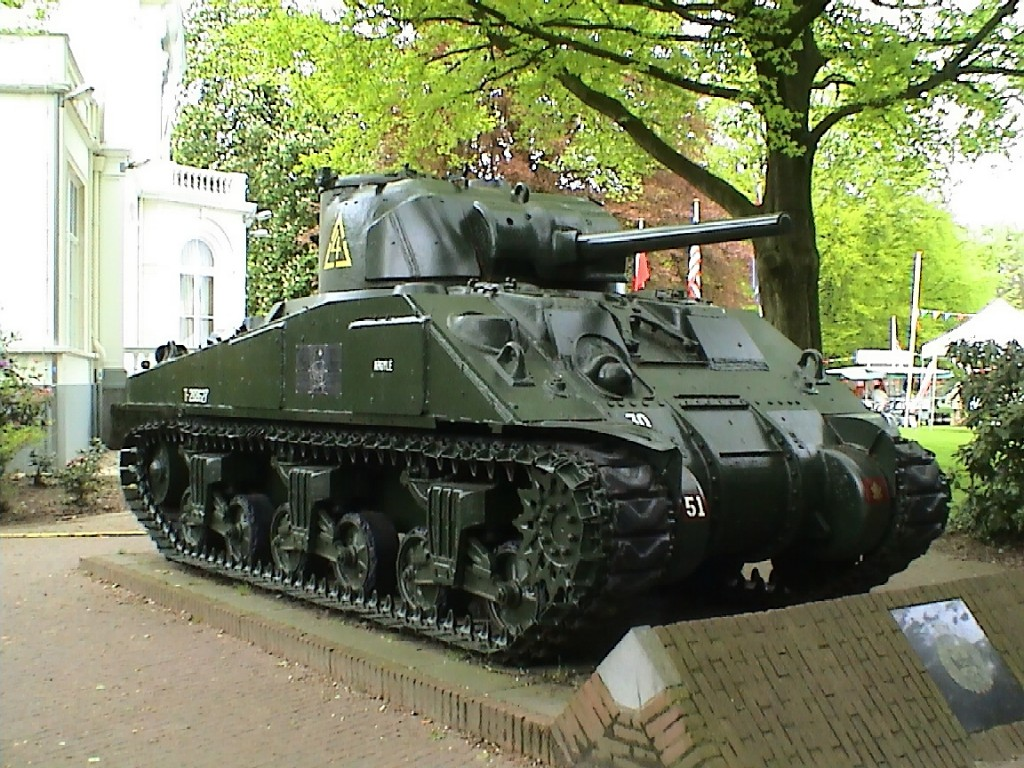
大部分的M4A4都經由租借法案提供給盟軍。

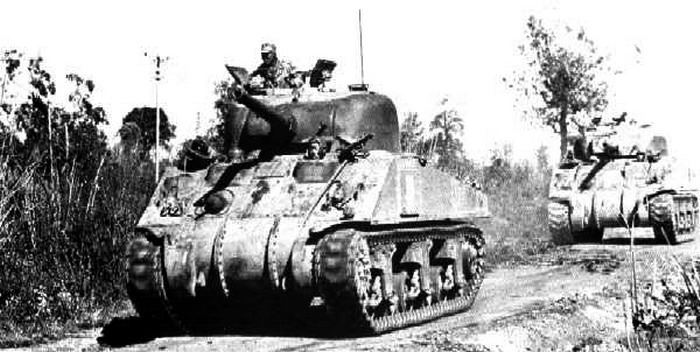
中華民國陸軍的M4A4

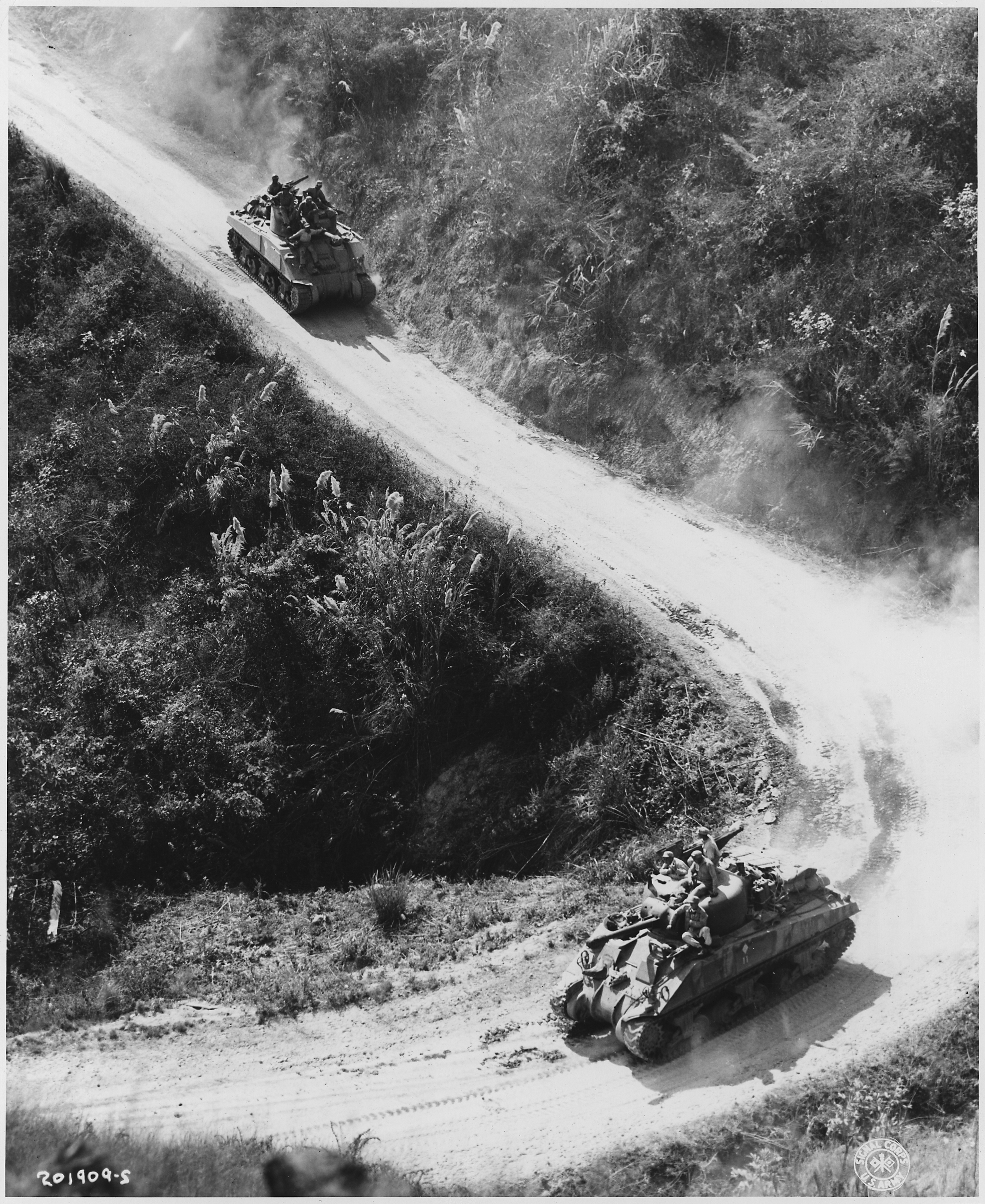
緬甸戰場的國軍M4A4

在二次大戰中，M4雪曼在美國陸軍和美國海軍陸戰隊服役，其中M4A2和M4A4型大多都提供给同屬同盟國的大英國協（包含澳洲和加拿大）、蘇聯、自由法國、波蘭流亡政府和中華民國。
雪曼的第一次參戰為1942年10月的第二次阿拉曼战役，使用單位為英國陸軍第八軍團。大英國協在歐洲戰區也廣泛地使用雪曼戰車來取代M3李战车和其衍生車型，且在1944年成為裝甲部隊的主力，其他的戰車是於戰爭後期參戰的邱吉爾戰車和克倫威爾坦克。英軍曾使用M4、M4A1和M4A2，但之後的主力裝備是M4A4。M4的衍生型螢火蟲戰車是自美國援助的M4和M4A4改裝而成，被配置在裝備了雪曼戰車和克倫威爾戰車的部隊中，以提供較強的反坦克火力。

雖然美國海軍陸戰隊在太平洋投入了裝備柴油引擎的M4A2，美軍驅逐戰車部隊也在非洲和歐洲投入了以M4A2底盤作為基礎量產的M10驅逐戰車，美軍裝甲部隊長官中將Jacob L. Devers卻要求不在無行動戰區（Zone of Interior）之外投入柴油引擎的雪曼坦克。首次投入戰鬥的美國雪曼是在1942年11月在火炬行動中使用的M4和M4A1，在北非戰役的過程中雪曼在坦克營裡取代了M3李战车的位置。雖然M4和M4A1在整個戰爭期間都繼續服役，但美國陸軍在戰爭後期更傾向使用擁有500匹馬力強力引擎的M4A3。在1944年7月M4A1首先裝備76毫米長管火砲進入戰鬥，緊隨其後的是M4A3。到戰爭末期時，美國陸軍在歐陸部署的半數雪曼戰車已經裝備了反坦克能力較高的76公釐M1戰車砲，而餘下的半數雪曼戰車仍裝備著75毫米的短管火砲。有些部隊則混有裝備了兩種火砲的車型。第一種裝備HVSS懸吊系統的車型是M4A3E8（76）W型，在1944年末參與實戰。

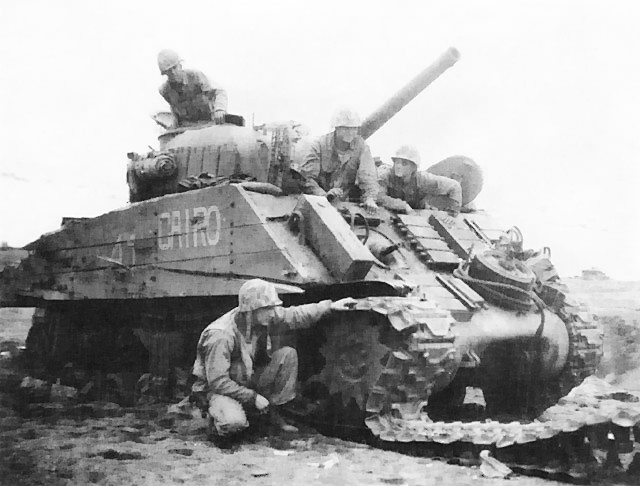
在太平洋戰區的美國海軍陸戰隊的M4A2很多都加裝木板以防被日軍磁鐵炸藥攻擊

除了提供给包括苏联在内的盟国外，M4A2谢尔曼坦克在太平洋戰區作为陆战队的主力，同樣是日軍的惡夢。在太平洋戰場上的塞班島戰役、硫磺島戰役和沖繩島戰役裡，日軍基本上沒有正面火力可直接和雪曼系列對抗，要擊毀M4系列戰車通常得依靠隱蔽良好的反戰車砲近距離擊殺甚至是人肉特攻才能對其有效，另一種日軍採用的反坦克武器是磁鐵炸藥，美國海軍陸戰隊為此要在M4A2的車身加裝木板。海军陆战队最早使用M4A1型，之后从1944年1月开始M4A2型完全取代M4A1成为陆战队主力坦克，并且参加了之后的每一场战役。最后从硫磺岛战役开始，陆战队开始使用新型的M4A3型雪曼。之所以陆战队使用M4A2型这个出口型號，原因是M4A2型係使用柴油引擎，在太平洋战区，海军陆战队可以較方便地從海軍運補體系（以及登陸艦隊的艦艇上）取得柴油，以減少後勤負擔。之后在45年初欧洲战事缓解，足够的汽油开始运往太平洋战区。这样陆战队也开始装备新型的使用汽油引擎的M4A3型雪曼。在二战中总共有1,000辆各型雪曼交付给陆战队使用，但均为75毫米砲。主要是因为对付日军坦克75毫米砲已经完全可以胜任。76毫米砲雪曼主要用于欧洲战区。
自由法軍使用的M4A2佔了相當高的比例，法國也是唯一經由租借法案接收M4A3E2「巨無霸」的國家。波蘭軍則使用了許多雪曼螢火蟲和裝備76公釐M1戰車砲的衍生車型。國民政府駐印遠征軍部隊則接收少量M4A2作為戰車團火力支援用車。
蘇聯偏好使用裝有柴油引擎的雪曼戰車，因為它製造的戰車如T-34也是使用柴油引擎。因此，它是繼大英國協後大量使用裝備有75毫米短管火砲和76公釐M1戰車砲之M4A2的國家。與英國不同的是，M4A2佔了蘇聯所擁有的雪曼戰車的大半。使用HVSS懸吊系統的雪曼戰車直到戰爭末期才被接收並使用。苏联人称呼M4A2为“艾姆查”（МЧ），其名字来源于俄语对M4的发音。又因為美國人寫的頂上開口的數字4類似於西里爾字母。苏联据老兵LOZA的回忆，雪曼的砲弹因为相对不易燃，在起火後不会爆炸，因此安全性比T-34要好。而M4重心较高，苏军有在与T34协同进攻中，M4高速转向时翻车的纪录。
在中緬印戰區方面，M4系列有一部分提供了英國軍隊，而在印度整訓的中華民國駐印軍在1944年也接收了少量的M4A4，它原先不在租借法案的清單內，但是1943年底駐印軍戰車團使用M3A3輕戰車與日軍交戰的經驗發現M3系列輕戰車的防護力不足，因此在反攻密支那後的短暫休整期間向美軍要求更新戰車，美軍提供了援助英軍的一部分M4A2供戰車團使用，總量不超過一個連。中國駐印軍的M4A4塗裝很有特色，不單在車身寫上「突擊」，還在炮塔上畫上貓眼和貓鬚，在貴街曾與日軍戰車交手，並且創下成功擊殺日軍戰車的紀錄。

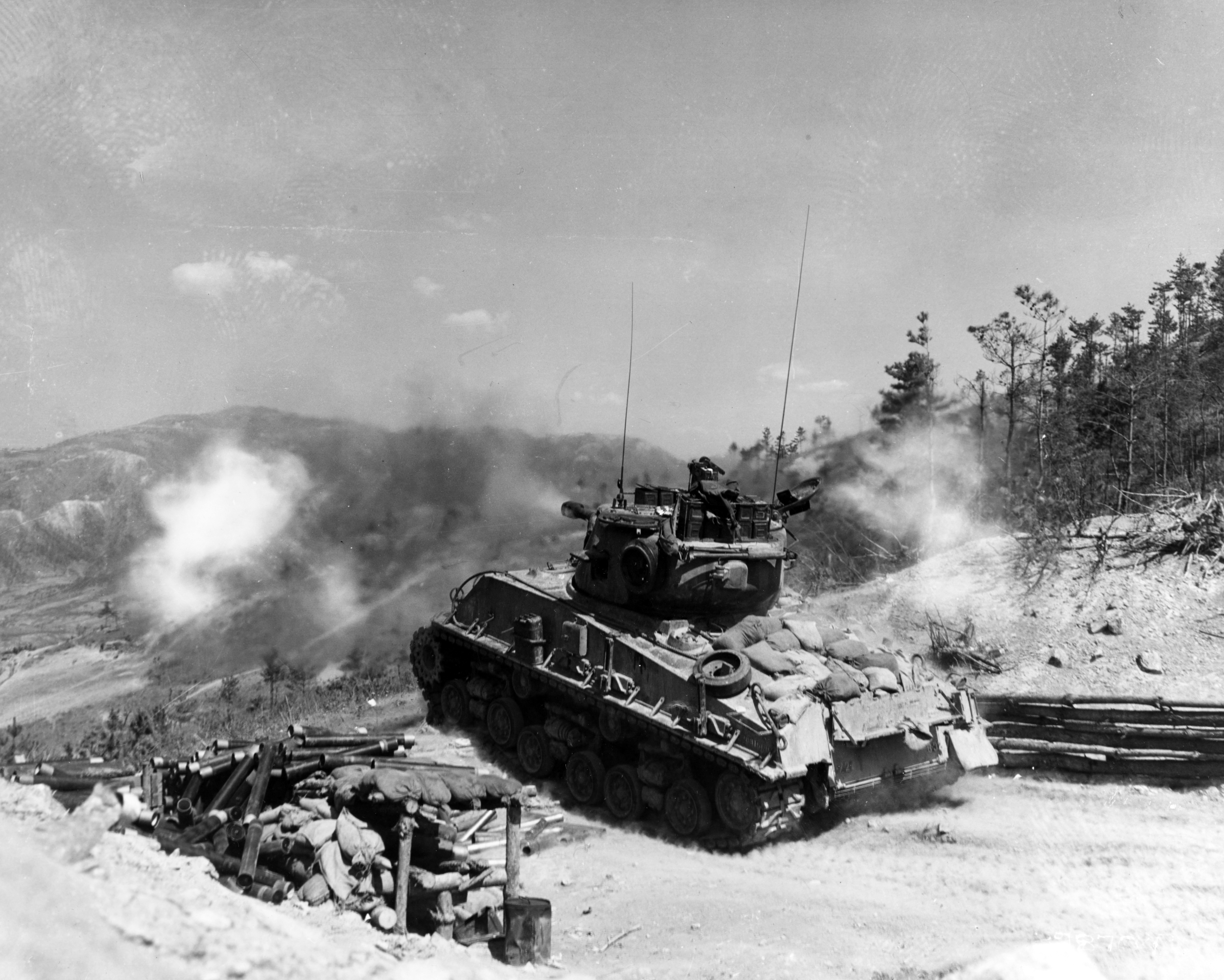
在韓戰中，一台擁有方正形状、銲接車體的M4A3E8（76）W雪曼正被用作火砲使用。

二戰結束後美國基本上淘汰除了裝有76公釐M1戰車砲或105毫米榴彈砲的M4A3E8以外的M4系列，剩餘的戰車除了棄置於各國戰場便是以軍事物資出售。在1950至1953年的韓戰中，雪曼戰車仍是美軍普遍使用的戰車。美国1954年的调查表明朝鲜战争期间有119場坦克间的战斗、104場是陆军坦克部队参加、15場是陆战队坦克参加。其中M4A3E8参战的59場（50%），M26是38場（32%）、M46是12場（10%）、M24是10場（8%）。其中只有24場有3辆以上的朝鲜T-34或Su-76M参战，在这些战斗中美方有34辆坦克被击毁，只有15辆是不可恢复损失。而确认被坦克击毁的T-34-85有97辆，而且美军有18个不确认战果。击毁的T-34-85有39%归于M26，12%M46，剩下的大部分由M4击毁的。美方统计T-34的人员损失发现有75%在坦克被击毁后阵亡，而美方的坦克乘员被击毁死亡率在18%，这里面当然有美国人习惯于反复轰击被击毁坦克的原因。戰後的雪曼戰車也在世界上的許多國家服役並參與了20世紀末的幾場地區性衝突。有的国家（特别是以色列）使用新型武裝加以改造，使它繼續在戰場上立威，而各種衍生型有的各國使用至1970年代後才被更新的支援車輛取代。日本所使用的M4A3E8型是根據MSA協定供給日本陸上自衛隊，直到1970年代中期才被61式戰車完全取代。以色列的以色列國防軍廣泛的裝備了包含使用法製75毫米火砲的M-50「超級雪曼」和擁有105毫米火砲的M51雪曼，及其他多種的改裝及衍生車型。雪曼戰車也被參與第二次喀什米爾戰役和印巴戰爭（1971年）的雙方軍隊所使用。南美洲在戰後很長一段時間仍繼續使用雪曼戰車。智利陸軍把雪曼列為現役裝備直到1989年，而巴拉圭是南美洲唯一仍繼續裝備雪曼戰車的國家。

## 戰鬥表現

### 戰術機動能力
雪曼戰車在道路或野地都能保持較高的速度。在野地行走時表現不俗，在沙漠上，雪曼戰車的橡膠履帶表現良好。即使是在意大利的多山環境下，雪曼战车还可以精準的一砲击穿四號坦克。在沙漠薛曼戰車依然能夠通過很多德國坦克所不能通行的地形。史佩爾（Albert F. Speer）就回忆M4常常能爬德军坦克不能爬的山和在平地上驰行速度胜出。另一方面，美軍坦克乘員發現M4在例如泥濘或積雪等非硬質地面上行駛時，其較為窄小的VVSS履帶在防滑性能和接地壓大等通行能力方面相對於德軍的豹式等擁有寬履帶的第二代坦克要遜色不少。美国人的测试证明了虎式和豹式，特别是后者拥有至少和M4一样好的机动力，同时有比它優秀的越野能力。蘇聯人的經驗與之相似，並開始改裝VVSS履帶以提高其在雪地上的防滑性能。美軍開始發放名為「鴨嘴獸」的擴展型VVSS履帶鏈接銷進行戰地改裝作為新型履帶和懸掛系統定型之前解決對地壓強問題的權宜之計。而因增加裝甲而大幅增重的M4A3E2「巨無霸」（Jumbo）則將「鴨嘴獸」擴展履帶銷作為出廠標準配置。M4A3E8「Easy Eight」，代表了安裝HVSS（水平螺旋彈簧懸掛系統）懸掛系統和新型23英吋寬履帶的M4A3，HVSS和23英吋履帶作為解決M4通行能力的終極解決方案在戰爭晚期開始投入使用，安裝到了M4（105）、M4A1(76)W、M4A2(76)W、M4A3(75)W、M4A3(76)W和M4A3（105）型坦克以及M40和M43型自行榴彈砲上。

### 缺點
雪曼戰車較高的車身外型使其較不易躲藏，裝甲過薄導致易遭德軍火砲擊穿，也有遭一砲擊毀兩輛或隔房擊殺的戰例。早期型的M4其傳動系統裸露在车体主装甲前方，遭到攻擊會讓整輛車失去動力。雪曼戰車在西線被擊中後容易燃燒甚至爆炸，因而被戰後美军起诨号为“朗森”（因朗森為德國打火機品牌，其广告词为“一打就着，每打必着”），德军也因此戲稱其為“湯米烤肉爐”（20世紀初的德國人習慣戲稱英國人為「湯米」）。有观点認為這是由於雪曼採用汽油機的原故。據英國第二作戰研究處的報告，諾曼第戰役後82%的被擊毀雪曼戰車會燒毀，而同樣的德国四號、豹式和虎式一旦被击穿，起火的概率也能达到82%、63%和80%，但其實是該坦克中彈後乘員仍有一半生存律，遠比德国的10%為高，由于幸存者偏差，沒了沈默當好評的机會，幸存者自然會大駡該坦克不行。这亦与豹式、虎式在当时属重型坦克有关，盟军需以更多的砲弹命中才能将其击穿，而不是因為其汽油机容易着火；反过来其火砲却可以在较远距离上一砲击穿各种盟军坦克并引发火灾，迫使美方开发出大幅增強装甲的M4改版“Jumbo”坦克。也有許多人將起火原因推卸給彈藥架（后因此部分改装了湿式弹药架，即加装水套），但又有說法認為雪曼戰車引擎室設計不良才是主因，且苏联版的雪曼戰車使用柴油引擎，雪曼設計圖與蘇聯老兵回憶錄更坐實了設計不良的推論。而John Buckley從第29裝甲旅的報告中發現166輛被擊毀雪曼有94輛燒毀，佔56.6%，另外一份研究則是佔65%。
在火力方面，後期型號的雪曼戰車配備穿甲力較強的76公釐M1戰車砲，在常規作戰距離下能有效對付四號坦克和三號突擊砲，但面對豹式坦克時仍顯得有所不足；無論使用M62型被帽穿甲弹或是M93型高速穿甲弹，都無法貫穿豹式坦克的正面裝甲；但豹式戰車可在800碼至1000碼的距離上擊穿雪曼戰車的砲盾，而雪曼戰車必須拉近到200碼。而且76公釐戰車砲在西線戰事開始時並未裝備直到戰末才少部分安裝（螢火蟲另外算），美軍之所以對雪曼戰車的火力升級遲緩，是因為陸軍總司令麥克奈爾是砲兵出身，深信敵軍戰車應由坦克歼击车對付，M4雪曼的定位是步兵支援坦克。再加上美軍在西西里島戰事中得出的“M4的75/76毫米砲火足夠對抗德軍”的判斷，致使M26潘興重坦克較晚服役，因此M26戰車在戰爭結束前才得以盟軍主力戰車的身分活躍。
M4砲塔体积较小，安装的76毫米戰車砲有三个版本，实心的动能穿甲弹於三種戰車砲可以通用，但药室容积不同，弹壳不能通用。正式的M4-76mm型號侧重于保留厚装甲，因此采用较小的火砲，而英国改版的萤火虫式成功地集厚装甲和重火力於一體（安装英国自己的3英寸76毫米QF-17磅砲，有300立方寸的药室容积，为此甚至将M4的砲塔后部切开，加焊一个突出的装甲盒以容纳无线电设备并平衡砲塔）。美国未能兼顾装甲和火力问题，後來才开发了放弃厚装甲的重砲版M10和M36，成为坦克歼击车（安装源自76毫米M1918的M7/L50砲，有205立方寸的药室容积。开发出拥有大体积开放式砲塔，但砲塔装甲薄弱且无顶的M10；以及拥有更大开放式砲塔，容纳口徑更大的90毫米M3/L53反戰車砲的M36）；M10與M36的火砲藥室容積已大幅超出正式的M4/76坦克和M18坦克歼击车采用的76毫米M1/L52砲的140立方寸，其火砲具有更强的穿甲能力。M4坦克的重砲改裝版：M10及M36坦克歼击车虽存在各种技术问题，但在战争结束前共生產了8000余辆，並大量作为盟军装甲部队的支援火力使用。

### 總結
雪曼的綜合能力中等，但是相較於德國新銳戰車來說在品質上依然有巨大的差距。因為設計缺陷使得美軍在坦克戰上往往要犧牲數台戰車才能擊毀一台豹式或虎式。撇開性能不說，二次大戰並不全是一場科技上的競賽，決定二戰勝敗的關鍵還有“數量”。德國戰車最大的缺點是生產速度慢，直到戰爭結束前德國主力4號戰車也僅生產9,000多、5號豹式6,000多輛。相較於美國雪曼與俄國T-34的總產量共計100,000多辆，它們在数量上根本不是對手。雪曼戰車最大的優點是生產容易，任何一間坊間的鐵工廠都能生產雪曼戰車上的部分零件或者組裝，使得美國能在短時間內將國內所有產能投入軍事生產。美国于1942年－1943年生产了53,500辆坦克，而二战中造船所用的钢能折算成67,000辆坦克。
而雪曼戰車的高耗油量使得大戰末期物資短缺的德國就算擄獲也難以使用。其在設計之初預留下來的龐大空間與額外的動力使得雪曼可以在二戰中隨著戰場需求而做升級；眾多的生產產地與所屬單位的自行改裝，因此要在戰場上找到兩部完全一模一樣的雪曼並不容易。
不過美國陸軍第3裝甲師的老兵貝爾頓·庫柏在他的回憶錄《死亡陷阱》裡對M4中型坦克的評價非常尖銳：“美國陸軍無論做怎樣的保證、聲明、和承諾，都無法告慰成千上萬死傷的坦克兵和依靠謝爾曼坦克掩護的步兵。提供質量比敵方差距如此懸殊的武器長達兩年之久，無論是誰負責供應美軍坦克，都必須為此承擔罪責。我實在不能理解居然有人能夠如此瀆職而逃脫懲罰。”("死亡陷阱"一書之內容可信度不高,參見 Death_Traps （页面存档备份，存于）)
戰後美軍經過一番評估後，認為將已經部署在境外的M4運回國內成本高於製造新的M4，且美國境內不需要那麼多的戰車。因此許多M4被留在境外當作是軍用剩餘物資兜售給當地政府，賣不掉的或者損壞的就任意棄置在原地。因此直至今日在那些經過二戰洗禮的南太平洋島嶼上依然能在荒煙蔓草中找到M4的殘破身軀。

### 战例
雪曼坦克虽然火力及防护力都不如德军豹式和虎式坦克，但是砲塔旋转速度快，为其作战带来一定的优势。在1944年11月23日于萨尔河附近，美军第4装甲师和德军130装甲师就发生过一辆雪曼单独击毁5辆豹式坦克的战例。当时這輛美軍M4雪曼戰車从公路上开下来，沿着高高的河堤行驶，突然看到右前方250码洼地有两辆豹式，雪曼利用装弹快、砲塔回转快的优势，提前击伤两辆豹式，准备衝过去的时候又发现另外三辆豹式，双方遂进行距离不超过40码的混战，最後雪曼戰車成功击毁5辆豹式坦克，雪曼戰車自己也报废。巴顿将军在前来访问的美国驻苏联大使艾夫里尔.哈里曼一起察看了战场，当时德军坦克还在冒烟。并且在大使的陪同下亲自为车组授勋。
虽然在火力和装甲上处于劣势，但是憑藉著自身灵活，机动性强的特点，雪曼戰車在某些特定的场合下依然可以有效地对抗德国豹式和虎式坦克；在實戰中，美军坦克也是尽可能离德军坦克近的地方再交火，一旦能成功地在與德国坦克非常近的距离交鋒，此時德軍坦克笨重的身躯就成为累赘，雪曼的主砲也能有效攻击德軍坦克，轻巧的雪曼反而比德軍虎式坦克更有优势。
从实际战果来看，以美军主力部队由巴顿将军指挥的第三军团为例。第三军团从1944年8月1日参战直到1945年5月8日欧战结束。总共损失3791辆雪曼坦克，但击毁858辆豹式、虎式、虎王，德軍自行炸毀467輛，另外擊毀1529辆各种德军其它中型坦克和坦克歼击车等。

## 特性
| 1 - 拖吊環 2 - 換氣扇 3 - 砲塔蓋 4 - 觀察鏡 5 - 砲塔蓋轉軸 6 - 機槍席 7 - 砲手席 8 - 砲塔席 9 - 砲塔 10 - 空氣過濾器 11 - 散熱罩 12 - 空氣過濾化合物 13 - 動力模組 14 - 排氣管 15 - 後輪 | 16 - 單水汞 17 - 散熱器 18 - 發電機 19 - 後傳動軸 20 - 砲塔網 21 - 滑動環 22 - 前傳動軸 23 - 懸吊桿 24 - 變速箱 25 - 驅動輪 26 - 駕駛席 27 - 機槍手席 28 - 75毫米主砲 29 - 駕駛艙蓋 30 - M1919A4機槍 |  |

### 對照表
英式名稱中，Sherman I=M4，Sherman II=M4A1……以此類推，而A=76毫米M1A1/M1A1C/M1A2坦克砲，B=105毫米M4坦克榴彈砲，C=17磅（76.2毫米）MKs IV/VII坦克砲，Y=HVSS（水平螺旋彈簧懸掛系統）。
| M4雪曼– Selected Sub-Types | M4雪曼– Selected Sub-Types             | M4雪曼– Selected Sub-Types           | M4雪曼– Selected Sub-Types           | M4雪曼– Selected Sub-Types           | M4雪曼– Selected Sub-Types           | M4雪曼– Selected Sub-Types           | M4雪曼– Selected Sub-Types           | M4雪曼– Selected Sub-Types           | M4雪曼– Selected Sub-Types           |
| 制式名稱                   | M4（105）                              | M4C Composite                        | M4A1                                 | M4A2（76，援苏型）                   | M4A3                                 | M4A3E2 「巨无霸」                    | M4A3E8(76) "Easy Eight"              | M4A4                                 | M4A4 螢火蟲                          |
| -------------------------- | -------------------------------------- | ------------------------------------ | ------------------------------------ | ------------------------------------ | ------------------------------------ | ------------------------------------ | ------------------------------------ | ------------------------------------ | ------------------------------------ |
| 英式名稱                   | Sherman IB                             | Sherman I Hybrid                     | Sherman II                           | Sherman IIIA                         | Sherman IV                           |                                      | Sherman IVAY                         | Sherman V                            | Sherman VC                           |
| 乘員                       | 5人                                    | 5人                                  | 5人                                  | 5人                                  | 5人                                  | 5人                                  | 5人                                  | 5人                                  | 4人（無前機槍操作／機電員編制）      |
| 主武裝                     | 105毫米M4榴彈砲                        | 75毫米M3戰車砲                       | 75毫米M3戰車砲                       | 76毫米M1A1/M1A1C/M1A2戰車砲          | 75毫米M3戰車砲                       | 75毫米M3戰車砲                       | 76毫米M1A1/M1A1C/M1A2戰車砲          | 75毫米M3戰車砲                       | 17磅（76.2毫米）MKs IV/VII戰車砲     |
| 次武裝                     | 1×白朗寧M2重機槍 2×白朗寧M1919中型機槍 | 1×白朗寧M2重機槍 2×白朗寧M1919輕機槍 | 1×白朗寧M2重機槍 2×白朗寧M1919輕機槍 | 1×白朗寧M2重機槍 2×白朗寧M1919輕機槍 | 1×白朗寧M2重機槍 2×白朗寧M1919輕機槍 | 1×白朗寧M2重機槍 2×白朗寧M1919輕機槍 | 1×白朗寧M2重機槍 2×白朗寧M1919輕機槍 | 1×白朗寧M2重機槍 2×白朗寧M1919輕機槍 | 1×白朗寧M2重機槍 1×白朗寧M1919輕機槍 |
| 車體                       | 銲接型                                 | 銲接型                               | 鑄造型                               | 銲接型                               | 銲接型                               | 銲接型                               | 銲接型                               | 銲接型 車體延長                      | 銲接型 車體延長                      |
| 引擎                       | 汽油 Continental R975                  | 汽油 Continental R975                | 汽油 Continental R975                | 柴油 通用動力 6046 2×6               | 汽油 福特 GAA V8                     | 汽油 福特 GAA V8                     | 汽油 福特 GAA V8                     | 汽油 克萊斯勒 A57 5xV6               | 汽油 克萊斯勒 A57 5xV6               |

### 衍生車型

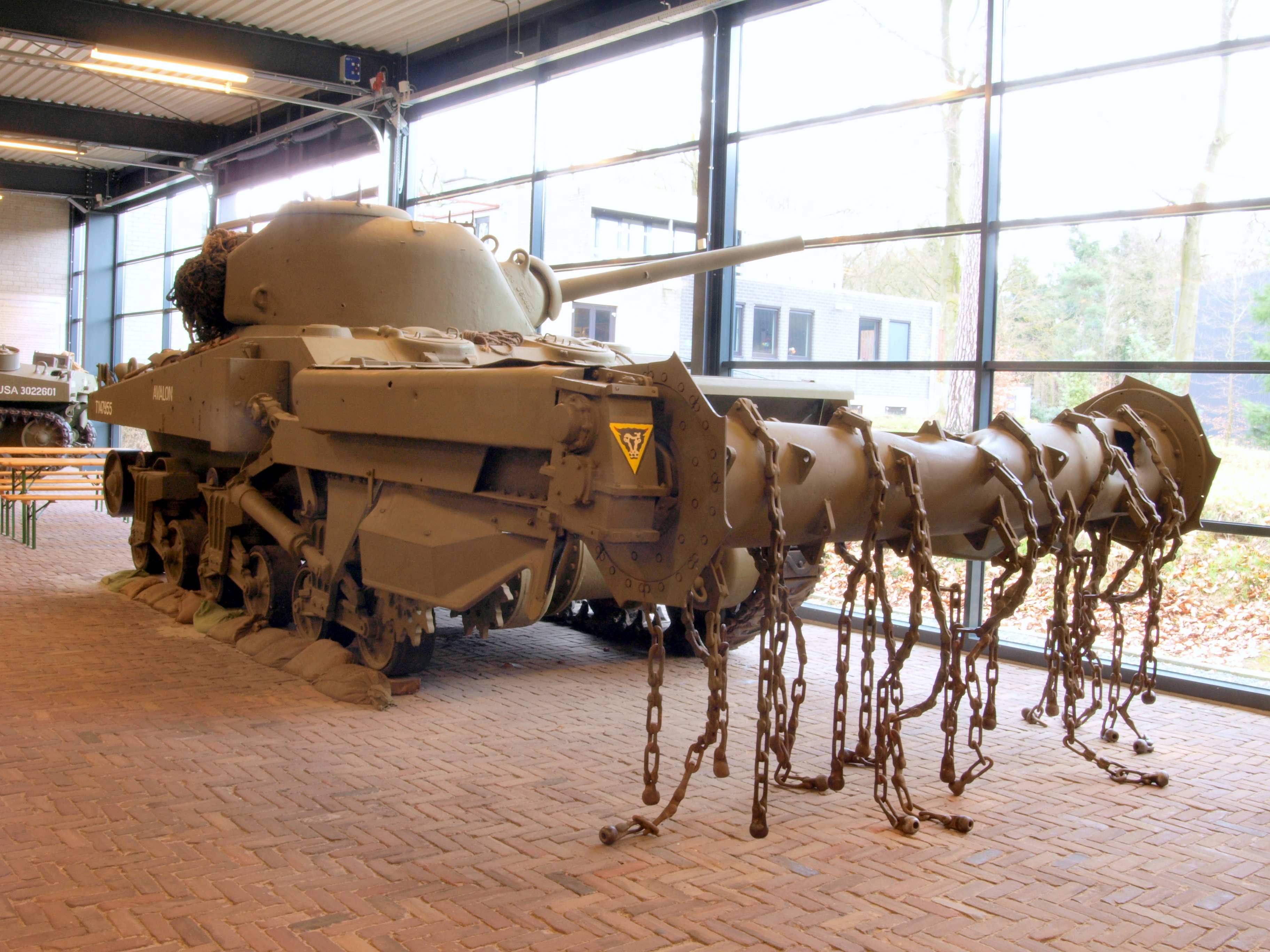
M4A4掃雷坦克（荷蘭Overloon戰爭博物館展品）

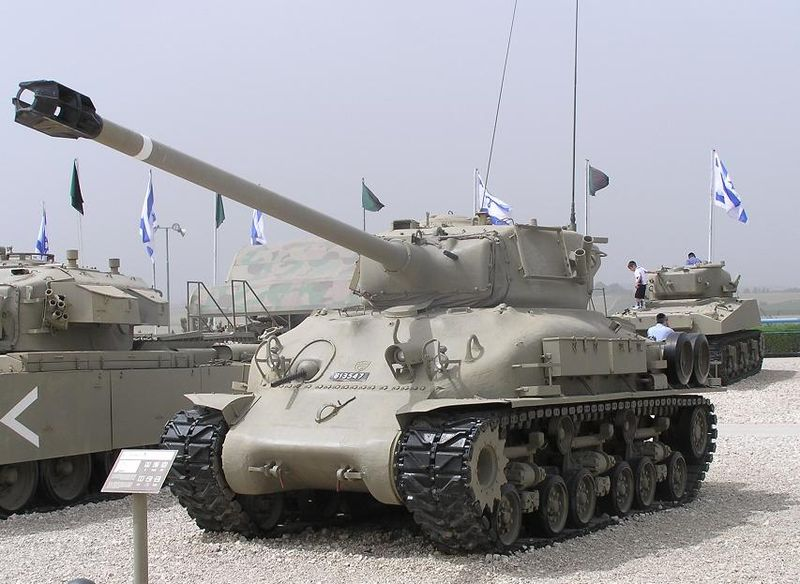
以色列改裝的M4洐生型M51

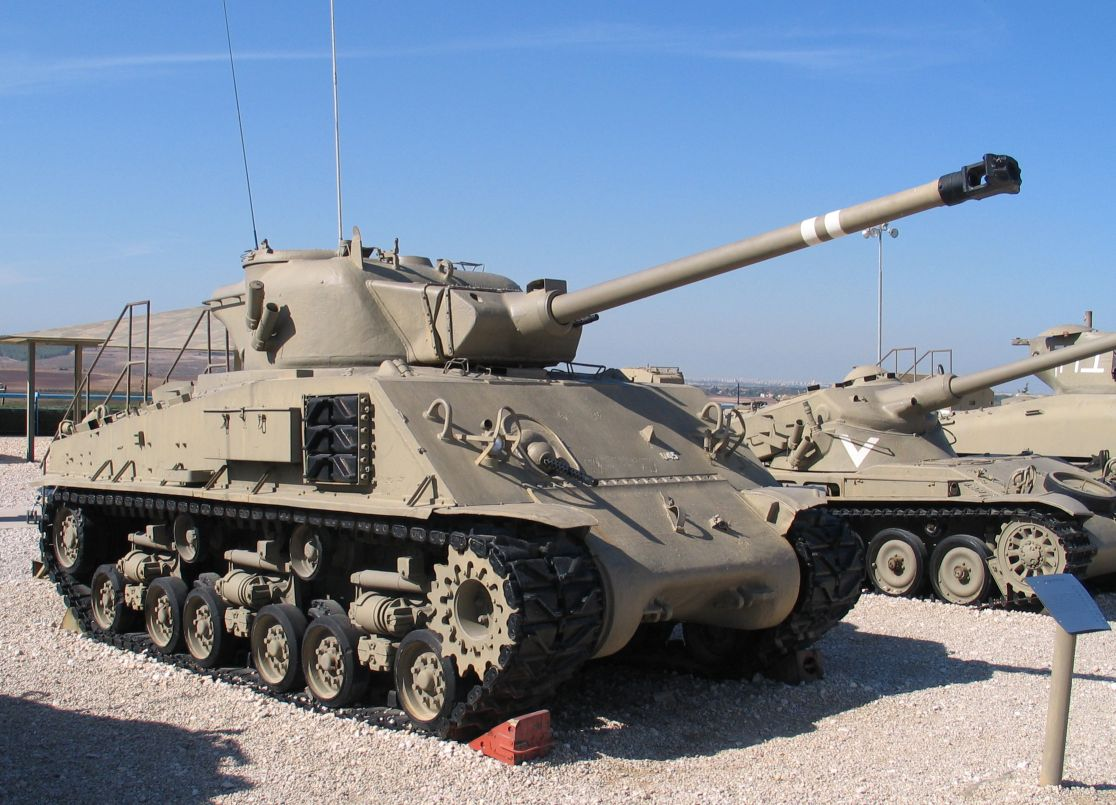
二戰後M4洐生型M50

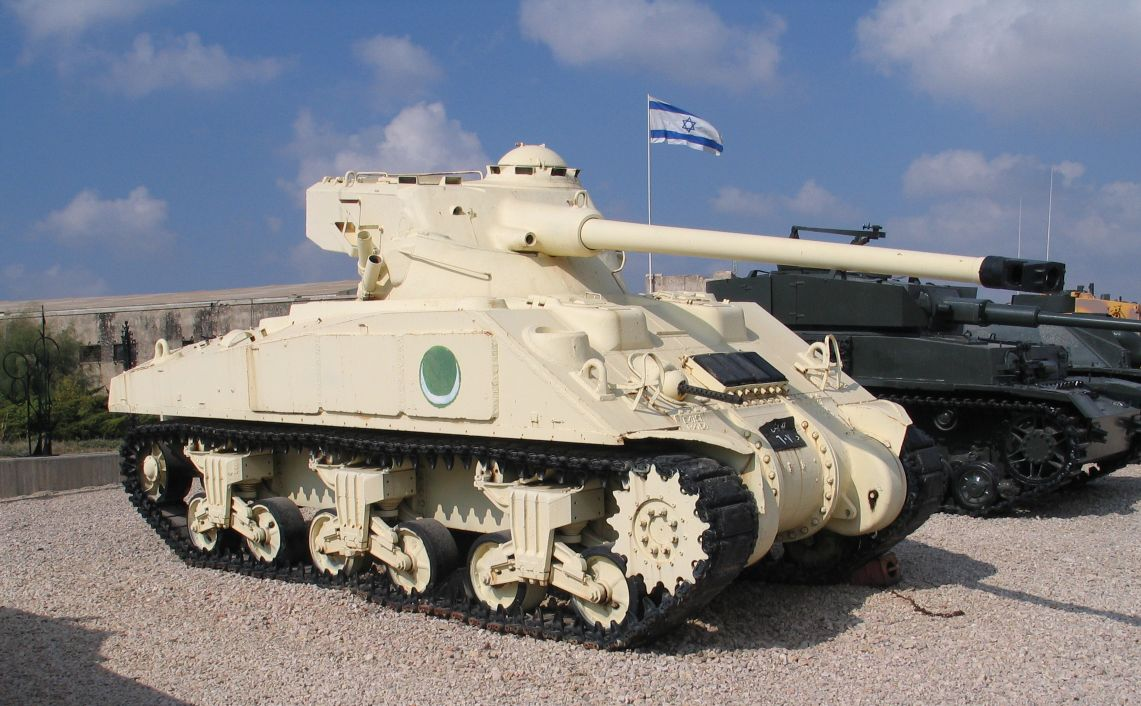
原屬埃及的改裝上AMX-13的炮塔的M4A4

- M4A3E2巨無霸：裝備75公釐砲，使用76公釐砲的砲盾；砲盾厚度為152mm，車身正面裝甲為114～140mm，厚實的裝甲使其獲得“巨無霸”的外號；總重：38公噸，速度：35公里/小時；另有換裝76公釐砲和把同軸機槍換裝火焰發射器的戰車兵戰地自行修改式樣。不過該型坦克僅生產了兩個月，產量約250輛。
- M4(105)：裝備105公釐M4榴彈砲，设计用于協助步兵和反防禦工事，牺牲了反装甲能力。
- M4(105)HVSS：裝備105公釐M4榴彈砲/ 使用Horizontal Volute Spring Suspension (HVSS)（英语：Vertical volute spring suspension）懸吊系統。
- 雪曼螢火蟲：英國利用M4（75）、M4A2（75）、M4A3(75)W和M4A4改裝17磅MKs IV/VII加農炮，以提高M4系列的反坦克火力，能在1000公尺處貫穿虎式坦克的正面裝甲。M4和M4A4為主要改裝用底盤。M4A2底盤為少量戰場返修車輛，數量非常稀少,有2000架[11]。M4A3(75)W底盤為美軍需求，改裝數量不超過60輛，未能趕上戰爭結束前交付部隊使用。
- 超級雪曼：以色列改裝型。其中M51裝上了長身管型105毫米戰車炮。
- 灰熊I巡航坦克：加拿大以M4A1雪曼戰車為基礎設計的巡航坦克。
- M4A3E8：使用新式全名為"Horizontal Volute Spring Suspension"的HVSS懸吊系統，因此又稱為M4A3(76W) HVSS。採用濕式彈藥庫，M1 76公釐52倍徑砲〔高速穿甲弹，2200公尺，擊穿110mm垂直鋼板〕，履帶增寬，正面63mm傾斜裝甲，總重：32公噸，速度：45公里/小時。
- M4A4掃雷戰車：裝有滾動轉輪，以鐵鏈鞭打地面排雷。
- M10狼獾驅逐戰車：使用M4A2底盤改裝，搭載3英吋（76.2毫米）M6火砲的驅逐戰車，英方綽號「狼獾」。
- M36傑克遜驅逐戰車：搭載90毫米M3砲的驅逐戰車。
- M12自走砲：裝備155毫米M1917/M1917A1/M1918M1榴彈砲的自行榴彈砲，配備的同地盤彈藥車為M30。
- M40系列自行榴彈砲：155毫米GMC M40、8吋（203毫米）HMC M43、250毫米（10吋）MMC T94及T30運輸車。
- 噴火坦克：M4A3R3「打火機」、M4「鱷魚式」、M4A2 HVSS「獾式」等。
- T34風琴多管火箭炮：T34「風琴」（Calliope）、T40自動飛彈（Whizbang）等。
- 兩棲登陸戰車（DD戰車）：兩棲坦克（Duplex Drive，DD），改裝車輛分別基於M4A1、M4A2、M4A3、M4A4。二戰中英軍使用的雪曼兩棲坦克基於M4A1（75）、M4A2（75）、M4A4改裝，美軍只使用了用英國套件改裝的M4A1（75）。M4A3系列改裝的雪曼兩棲坦克未在二戰中使用。
- 戰鬥工程車：D-8、M1及M1A1 dozer、M4 Doozit、架橋車、Aunt Jemima及其他排雷車。
- 裝甲救護車：M32、M74、英國版本、以色列（Trail Blazer）版本
- 火砲牽引車：M34及M35火砲牽引車、英國雪曼火砲牽引車
- 霍巴特滑稽坦克：英軍為諾曼第登陸準備的特殊改造車輛。
- BARV：英國改裝，將雪曼坦克去掉炮塔並加裝較高的車體圍殼，以用於涉水牽引救援探頭擱淺車輛和登陸船隻的海灘救援車輛，持續使用到戰後相當長時間。
- 袋鼠裝甲運兵車：英聯邦部隊為解決半履帶裝甲人員輸送車數量不組的問題，利用加拿大白羊I/II巡航坦克、M7牧師自行榴彈砲、M4系列中型坦克、丘吉爾步兵坦克等去掉炮塔、火炮及相關戰鬥室內部組件改裝而成的裝甲人員輸送車，以為前兩種底盤居多。
- 二戰後雪曼坦克：二戰其他國家的改進版本。

## 流行文化

### 電子遊戲
- 《戰地風雲V》
- 《戰爭雷霆》
- 《應徵入伍》
- 《集火地獄》
- 《戰車世界》

## 使用國家
- 美国
- 納粹德國 從戰場上俘虜
- 土耳其
- 以色列
- 加拿大
- 英国
- 苏联
- 法國
- 中華民國
- 巴西
- 南非
- 智利
- 阿根廷
- 波蘭
- 葡萄牙
- 黎巴嫩
- 中华人民共和国（接收美国海军陆战队撤离上海时的物资，很快退役）
- (蘇聯援助戰後剩餘物資)
- 尼加拉瓜
- 古巴
- 埃及
- 日本（二戰後的陸上自衛隊）
- 巴拉圭，自2015年重新使用雪曼戰車